# هانيلور فالينكاك
هانيلور فالينكاك (بالإنجليزية: Hannelore Valencak) (ولدت في 23 يناير 1929 - 9 أبريل 2004) كاتبة فيزيائية نمساوية، وروائية وشاعرة وكاتبة أطفال.

## سيرتها
ولدت في بلدة ليوبين الواقعة وسط النمسا، درست فالينكاك الفيزياء في جامعة غراتس وتخرجت في عام 1955. وتزوجت زواجها الأول من أوسكار كوفلر الذي توفي في حادث سير في عام 1959. وفي عام 1962 تزوجت من فيكتور ماير وانتقلت إلى فيينا، حيث عملت كخبير براءات الاختراع. من عام 1975 كرست نفسها تماما للكتابة. أول أعمال فالينكاك المنشورة كانت في عام 1951، وكانت في البدايات تكتب في الشعر والمجلات الأدبية. كانت أكثر فتراتها المثمرة في الكتابة بين عام 1961 وعام 1981 عندما نشرت رواياتها الأولى والأخيرة. انسحبت فالينكاك الاهتمام بالرأي العام، وكانت النتيجة أن أعمالها أصبحت منسية إلى حد كبير عندما توفيت في عام 2004. ثم جائت مبادرة إحياء أعمالها في عام 2006 عندما تم نشرها روايتها الثالثة Zuflucht hinter der Zeit.

## روابط خارجية
- هانيلور فالينكاك على موقع IMDb (الإنجليزية)
- هانيلور فالينكاك على موقع قاعدة بيانات الفيلم (الإنجليزية)
- هانيلور فالينكاك على موقع كينوبويسك (الروسية)